# Мелеагр (гетайр)
Мелеа́гр (др.-греч. Μελέαγρος) — македонский военачальник.
Мелеагр родился в аристократической македонской семье. В битве при Гавгамелах 331 года до н. э. он руководил илой тяжёловооружённой конницы гетайров на правом фланге, которая располагалась между отрядами Деметрия и Гегелоха. На этой должности, предположительно, Деметрий служил по меньшей мере с 334 года до н. э.
Предположительно, Мелеагр-иларх Александра Македонского идентичен Мелеагру-стороннику диадоха Пифона. В 316/315 году до н. э. Антигон обвинил сатрапа Мидии Пифона в подготовке заговора и казнил. После казни Пифона Антигон назначил новым сатрапом Мидии Оронтобата. Оронтобат из лагеря Антигона отправился в Мидию в сопровождении стратега Гиппострата с войском в 3500 наёмников.
Друзья Пифона, наиболее заметными из которых были Мелеагр и Менет, собрали отряд из бывших сторонников Пифона и Эвмена в 800 всадников и подняли восстание. Они опустошали земли Мидии и даже смогли совершить успешный налёт на лагерь Гиппострата и Оронтобата. Возможно, во время этого сражения Гиппострат погиб. Однако вскоре они повстанцы застигнуты в узком горном ущелье воинами Антигона. Во время последующего сражения Мелеагр погиб.